# Александрія (Болгарія)
Александрі́я (болг. Александрия) — село в Добрицькій області Болгарії. Входить до складу общини Крушари.

## Населення
За даними перепису населення 2011 року у селі проживали 67 осіб, з них 64 особи (95,5%) — болгари.
Розподіл населення за віком у 2011 році:
Динаміка населення: